# Allegria
Allegria es el álbum debut de la banda francesa Gipsy Kings, lanzado en 1982. La canción «La dona» fue dedicada a Brigitte Bardot.[cita requerida]

## Lista de canciones
| N.º | Título                  | Duración |  |
| 1.  | «Pena penita»           | 3:17     |  |
| 2.  | «Galaxia»               | 3:06     |  |
| 3.  | «Solituda»              | 2:32     |  |
| 4.  | «La dona»               | 3:31     |  |
| 5.  | «Allegria»              | 2:44     |  |
| 6.  | «Un amor»               | 3:50     |  |
| 7.  | «Papa, no pega la mama» | 3:01     |  |
| 8.  | «Sueño»                 | 3:23     |  |
| 9.  | «Tristessa»             | 3:37     |  |
| 10. | «Amor d’un dia»         | 4:49     |  |
| 11. | «Luna de fuego»         | 3:33     |  |
| 12. | «Calaverada»            | 2:43     |  |
| 13. | «Ruptura»               | 4:14     |  |
| 14. | «Viento del arena»      | 4:55     |  |
| 15. | «Princessa»             | 3:33     |  |
| 16. | «Olvidado»              | 2:43     |  |
| 17. | «Ciento»                | 3:23     |  |

## Créditos y personal
- Diego Baliardo – guitarra
- Tonino Baliardo – guitarra, voz y coros
- Jahloul «Chico» Bouchikhi – guitarra, palmas
- Canut Reyes – guitarra, voz y coros
- Nicolás Reyes – guitarra, voz y coros
- Patchai Reyes – guitarra, voz y coros
- André Reyes – guitarra, voz y coros